# Madarakallu, Chintamani
Madarakallu là một làng thuộc tehsil Chintamani, huyện Chikkaballapur, bang Karnataka, Ấn Độ.